# Pralboino
Pralboino é uma comuna italiana da região da Lombardia, província de Bréscia, com cerca de 2.578 habitantes. Estende-se por uma área de 17 km², tendo uma densidade populacional de 152 hab/km². Faz fronteira com Gambara, Gottolengo, Milzano, Ostiano (CR), Pavone del Mella, Seniga.

## Demografia
| Variação demográfica do município entre 1861 e 2011                               |
|                                                                                   |
| Fonte: Istituto Nazionale di Statistica (ISTAT) - Elaboração gráfica da Wikipedia |